# 斯佳亞格島
斯佳亞格島是俄羅斯的島嶼，屬於北地群島的一部分，位於斯塔羅卡多姆斯基島以北3公里的拉普捷夫海，由克拉斯諾亞爾斯克邊疆區負責管轄，長3.5公里，島上無人居住。